# Serxho
Serxho (bürgerlich Serxho Petrela; * 7. Januar 1965 in Tirana) ist ein albanischer Maler.

## Leben
Er ist der Sohn des albanischen Schriftstellers, Linguisten und Publizisten Lulzim Petrela, eines Intellektuellen seiner Zeit, und der albanischen Musikerin Adlije Petrela. Er ist außerdem Enkel von Servete Maci, die als erste Pädagogin in Albanien wirkte. Serxho absolvierte seine Schulausbildung in der „Shkolla Deshmoret E Lirise“ und von 1978 bis 1982 sein Kunststudium am Kunstlyzeum „Jordan Misja“. Es folgte der obligatorische Militärdienst in der albanischen Marine, und in dieser Zeit fand 1986 die erste Ausstellung seiner Werke im Kulturpalast in Lezha statt. Serxho blieb sehr produktiv. Seine Werke wurden in Albanien und im Ausland ausgestellt. Im Jahr 2011 ehrte ihn Tirana als einen albanischen Künstler von besonderer Bedeutung mit einer Ausstellung im albanischen Parlament. Er hat für Kunden aus Europa und den Vereinigten Staaten von Amerika gemalt.